# 实现童年梦想
《实现童年梦想》（Really Achieving Your Childhood Dreams，也被称作《最后的演讲》），为2007年9月18日卡内基梅隆大学计算机系教授兰迪·波许所做的一次演讲。
兰迪教授与《华尔街日报》记者杰弗里·查斯洛合著的《纽约时报》畅销书——《最后的演讲》正是以这次演讲为基础撰写的。2006年9月19日，兰迪教授被诊断为胰腺癌晚期。为阻止癌细胞生长，当日就进行了胰十二指肠切除手术，但未获成功。他后来从医生处得知，自己已经时日无多，仅剩3到6个月。
整场演讲中，兰迪教授妙语连珠，以乐观的态度风趣幽默的演绎了自己对计算机工程教育的见解，对多学科协作的建设和团队合作也给出了自己的建议。他对人生的理解鼓舞着在场的每一个人。演讲中他还不忘与周围人互动，甚至现场做起了俯卧撑。他还就《最后的演讲》系列最近被更名为“旅程”系列演讲调侃了一番：“可恶，我想本来地点都订好了，却被他们把名字给改了。”在他的演讲结束后，史蒂夫·希博特代表电子艺界公司承诺将设立一项女性计算机科学奖学金，以纪念并表彰兰迪教授在支持和指导女性计算机事业发展方面所做出的贡献。当时电子艺界公司正在与卡内基梅隆大学合作进行爱丽丝编程系统3.0的开发工作。
兰迪教授的《最后的演讲》受到了来自美国和全球媒体的广泛关注。演讲的视频在互联网上轰动一时，一个月的时间里，视频相继被发布到YouTube，Google Video，Myspace，和Facebook等社交网站上，点击率超过百万。2007年10月，他还在奥普拉·温弗里的脱口秀节目上展示了演讲的部分内容.。2008年4月9日，美国广播公司电视网以“最后的演讲——一则关乎你生命的爱的故事”为标题播出了兰迪教授的专题节目，由黛安·索耶主持，为时一小时。2008年7月25日，兰迪教授因胰腺癌不治身亡。四天后，美国广播公司播送了追悼兰迪教授的内容，以纪念他的生平事迹和他那闻名的演讲。

## 背景

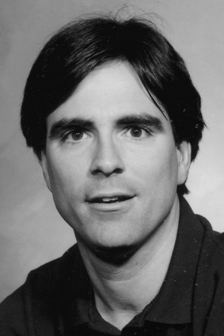
兰迪·波许

### 兰迪·波许之前的演讲
在兰迪教授早前的工作中，他就因演讲而被人们所认识。在此之前，从1997年至1998年，他在弗吉尼亚大学工程和应用科学学院的计算机系出任副教授，还曾在沃特ta1迪士尼公司担任过梦想工程师，电子艺界公司也是他曾工作过的地方。在弗吉尼亚大学，他因一场以探讨科技人性化为主题的演讲而被人们所熟知。演讲中，他曾当场用大锤砸碎了一台盒式录像机，因为这种产品非常难于操作使用。他的出名还源于他于1998年在弗吉尼亚大学的另一个关于时间管理的演讲，以及2007年在同一地点的这次演讲。《实现你儿时的梦想》是由卡内基梅隆大学组织的9场“旅程”系列演讲的开场， 其他的演讲者还包括伊ta1雷迪，杰伊ta1埃普特和现任卡内基梅隆大学校长孔杰瑞。这个系列演讲重点关注的是大学教职工对其职业历程的探讨，以及他们所面临的挑战和抉择。

### 癌症晚期
当兰迪ta1波许作这场演讲的时候，他是一名胰腺癌患者。在一次采访中，波许说他起初因腹部有肿胀感而就医，当医生用CT扫描检查他是否有胆结石时发现了癌瘤。然后，他接受了胰十二指肠切除术（或称为“惠普尔手术”），试图阻止癌瘤的进一步发展，但后来的病情恶化证明这次手术失败了。医生切除了波许的胆囊，部分小肠，三分之一的胰脏以及部分的胃，然后又开始对他施行了实验性放射治疗，这样就可能有45%的机率将他的生命延长5年。放射治疗始于2006年11月，止于2007年5月。整个疗程结束后，波许感到自己恢复了健康。同年7月和8月，波许在美国约翰ta1霍普金斯大学接受了医学检查，结果表明他不再患有癌症。但是这年的8月底，波须在他的个人网网站上告知读者他的癌症复发了。他说：“最近的一次CT检查显示我的肝脏里有10个肿瘤，我的脾脏中也满是小肿瘤。医生说这是他们迄今所见到的最为严重的癌症复发之一。”医生努力下，波许获得了最后的三到六个月的时间能够健康地活着。
波许演讲的类型就像一些教授曾作过的“最后的演讲”，演讲的主旨是：如果某人仅有最后的一次机会和世人分享他所知道的东西，他将说些什么，他打算留给世人怎样的遗产。 在卡内基梅隆大学内，之前曾有过一次名为“最后的演讲”的系列演讲，但后来卡内基梅隆大学将这一演讲系列改名为了“旅途”，演讲中还邀请了很多人谈论他们的工作经历。正值波许被诊断为胰腺癌，并且在癌症治疗失败后刚获悉自己仅能再活几个月时间之际，波许获得了进行演讲的机会。由于正处癌症晚期，波许差点就被迫取消这次演讲。在和妻子商议后，波许决定抓住这唯一的最后的机会去和世人分享自己的思想。他将自己的此次演讲之行比作电影《天生好手》的最后场景，片中主角罗伊ta1豪伯战胜了满身伤痛和年老孱弱，最后一次踏上了奔赴家乡的征程。

### 演讲的灵感
在波许被诊断为胰腺癌之前，他本打算去作一次学术型的“最后的演讲”，这点在前文中已经阐述了，那时他的癌症并不是他去作演讲的决定因素。波许先是没想到这次演讲的主题，演讲组委会，甚至是主办方卡内基梅隆大学一直给他发电子邮件催促。在2007年8月，也就是他演讲前的一个月，波许被告知须立即决定演讲的主题，因为关于演讲的海报得在那时印刷。就在那周，他获悉了自己胰腺癌的诊断结果为癌症晚期。 知道了这一情况后，波许差点儿就取消了这次演讲。他得做出一个决定，是去演讲，还是留在家中安排身后事，以便让家人在自己离世之后过上正常生活。他和妻子洁讨论了这个问题，洁希望他留在家中。洁的想法是，波许应该在仅有短暂的人生最后时光里多陪陪三个孩子，而不是去工作的地方去作演讲。波许的决定是前去演讲，他给妻子作了解释，孩子们会通过观看他的演讲记住他。

## 演讲

### 波许的童年梦想
然后，波许转到了他演讲的第一个部分，讲述他童年的梦想以及他是怎么实现这些梦想的。波许是在20世纪60年代第一次讲述他的童年和家庭生活。波许称他拥有“真正的美好童年”，当回顾他家里收藏的照片时，他的照片上都洋溢着微笑。幻灯把这里面的一些照片投在屏幕上以展示给大家，包括一幅他梦想中的图片。他叙说了他是怎么被阿波罗11号1969年的登月所鼓舞的。 然后，波许转到了下一张幻灯片，这张幻灯片罗列了一张他童年梦想的清单。他逐一说了每一项他的梦想有：到太空去；在全国橄榄球联合会打球；在世界百科全书上发表一篇文章；见到科克船长，并且自己成为科克船长；成为“在游乐场赢得大动物毛绒玩具的人之一”；成为一名迪士尼的创想者。
首先，波许讲述了他想去太空的梦想。这是被阿波罗11号所激起的，他从小到大都持有这个梦想。当他成为卡内基ta1梅隆的计算机科学系的教授时，他了解到，国家航空和宇宙航行局有一个项目，在这个项目中，大学生可以乘坐国家航空局和宇宙航行局的失重体验飞行器升空。飞行器按抛物线式飞行，以模拟失重状态的感觉。大学教学人员是不允许参加这个项目的（波许称之为：他面对的“一堵砖墙”），因为当地的媒体是可以参加这项活动，他不得不冒充是一名网络记者。
波许转而开始谈论他的第二个童年梦想——在全国橄榄球联合会打球。 虽然他从未成为全国橄榄球联合会的成员，但他说自己的童年生活时总会提到华纳流行足球，以及那些节目是怎么影响他的生活和教育他的。
波许又继续讲他的第三个梦想，就是要在世界百科全书上发表一篇文章。波许小的时候总是会捧一本百科全书在家阅读。当他工作后，他成为了虚拟现实领域的领头教授。在世界图书上发表文章的梦想，使他对为百科全书写文章感兴趣。目前，世界百科全书中《虚拟现实》这篇文章就是波许的一个作品。
然后，波许讲述了他想成为星级旅游系列片中的科克船长的梦想。同时他展示了一张“想见柯克船长”的幻灯片。波许说，他发现有些事他是做不了的，这个梦想就是其中之一。他最终改变了目标，转而想见扮演科克船长的演员——威廉·沙特纳。沙特纳写了本关于星际科学的书，他到了波许那里，让波许帮助制作书中的虚拟现实部分。波许见到了沙特纳，并且和他为书的这个部分一起工作。波许在讲述他想成为迪士尼创想者的故事里结束了这个部分。他在狂欢节那天，和他的妻子孩子在一起时，实现了这个目标——“成为赢得大动物毛绒玩具的人之一”。

### 帮助他人实现梦想
波许教授向观众阐释了他的童年梦想之后，随后聊起他是如何帮助别人实现他们的梦想的，这也是他本次演讲的第二部分。他决心成为一名教授，帮助他人实现梦想，并在演讲中承认，再没有比这好的工作了。他还提到，为电子艺界公司工作大概是“接近梦想的一刻”了。波许教授告诉观众，他之所以意识到自己能够帮助他人实现自己的梦想，是汤米伯内特的缘故。伯内特是他在弗吉尼亚大学的一名学生，他希望加入波许教授的研究团队。谈话中，波许教授问到伯内特的童年梦想，伯内特回答，他希望能够制作下一部星球大战系列电影。
在弗吉尼亚大学随后的日子里，内特为波许教授的虚拟现实团队工作，而波许教授则帮助伯内特实现他的梦想。后来，波许教授的整个团队都跟随他来到了卡耐基梅隆大学，除了伯内特。他如愿以偿获得了卢卡斯影业（星球大战创作团队）的一份工作，终于能够参与三部星球大战系列电影的创作，包括《幽灵的威胁》、《克隆人进攻》及《西斯的复仇》。
这启发了波许教授，他在卡耐基梅隆大学开设了虚拟现实的课程，授课的同时，也帮助他们实现自己的童年梦想。在这个课程当中，49名学生被随机的分成四组，他们需要完成一个关于建造虚拟世界的项目。
每组都有两周的时间用于完成项目，随后向其他团队展示他们的成果。之后，小组再次被打乱，接受新的项目。之后，项目逐渐成熟，吸引了人们前来观看，并帮助波许教授的学生发掘他们的的潜力。最后，波许教授会就学生们如何实现自己的童年梦想给出建议，并解释他在此过程中所扮演的角色模型。

### 结论
波许教授的演讲结束之后，史蒂夫希伯特教授代表电子艺届公司，其正与卡耐基梅隆大学合作开发爱丽丝3.0版本，提议创立一项颁给计算机科学领域女性的纪念奖学金，以感谢波许教授在计算机科学和工程领域给予女性的支持和指导。其后，大学校长贾德柯洪称波许教授对这所大学及教育的贡献“令人瞩目和惊诧”。他随后宣布，卡耐基梅隆大学将会以波许教授的名字命名一座行人桥，以纪念他对大学和全世界所作的贡献。这座桥将连接大学里新计算机科学楼和艺术中心，象征着鲍波许教授将这两个领域联系在了一起。最后，布朗大学安德斯范丹教授登台讲话，称赞波许教授的勇气和领导力，称他是一位榜样。演讲同样感情真挚，催人泪下。

## 演讲后的媒体报道
当年9月21日，兰迪·波许和查尔斯·吉伯森一起成为美国广播公司世界新闻栏目的“本周人物”。他的《最后的演讲》吸引了全球广泛关注，在网上大热，播出一个月内即吸引了超过一百万人次点击。2007年10月22日，波许出现在奥普拉脱口秀的节目里，谈他的现状，并再次为百万电视观众发表了《最后的演讲》。
匹兹堡橄榄球联队在得知波许的童年梦想之一就是能够加入全国橄榄球联盟之后，邀请他在2007年10月6日这一天，参加他们的日常训练。作为一个忠实的粉丝，波许受到电影导演A的邀请，在最新的星际迷航电影中出演一个角色。导演阿巴姆斯了解了鲍许的情况之后，向他发出一封私人电子邮件，邀请他加入拍摄。波许欣然应邀，来到位于加利福尼亚的洛杉矶，拍摄他的电影镜头。不光有機會在電影中上鏡，他還有一句台詞，并把因此所得的217.06元捐給了慈善機構。 2008年4月9日，美国广播公司播出了戴安娜·索亚对他长达一个小时的人物专访，题为：最后的演讲-你一生的爱的故事。2008年7月29日，美国广播公司又播出后续特别节目，纪念兰迪·波许。

## 书籍
《最后的演讲》，由兰迪·波许和华尔街日报记者杰夫合著，记述他的最后的演讲。迪士尼出版社Hyperion支付了670万美元买下《最后的演讲》一书的出版权。这本书由兰迪·波许和华尔街日报记者杰夫合著。这本书详细阐释了他的演讲，以及之前促成这次演讲的一系列事件。据罗伯特米勒，一位Hyperion出版商表示，这本书让他的演讲更完整，告诉大家如何面对死亡，在死亡的阴影下，如何精彩地生活。
这本书备受欢迎，最终在2008年6月22日这一周在纽约时代畅销书排行榜“推荐”书单上名列榜首。直至2009年12月3日，它依然榜上有名。这本书曾占据纽约时代周刊的畅销书单长达80周之久。

## 延伸阅读
- Pausch, Randy; Jeff Zaslow. . Hyperion Books. 2008: 206. ISBN 1401323251.
- Pausch, Randy.  (PDF). Carnegie Mellon University. September 18, 2007  [2008-08-27]. （原始内容存档 (PDF)于2008-05-13）.